# 普朗塔

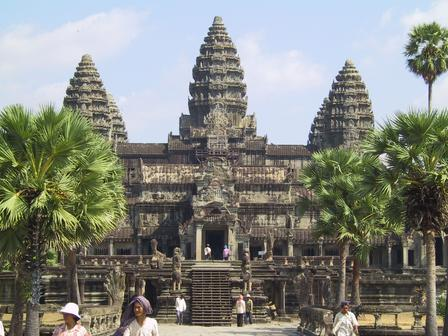
柬埔寨吴哥窟的普朗塔

普朗塔（UNGEGN：brangk，ALA-LC：prāṅg [praːŋ]，皇家轉寫：prang [prāːŋ]），又作巴朗，是高棉婆罗门教神庙尖塔的一种形式，形似山峰，雕刻精美。
普朗塔形式的佛塔亦可见于泰国的多处重要佛寺，体现婆罗门教的王权观念，象征王权的神圣。

## 词源
“普朗”一词源于巴利文词汇para（前，外）和aṅga（肢体）的组合。

## 风格
普朗塔的塔身随着高度上升而圆滑收窄，如花蕾轮廓，令人产生较实际高度更高的透视效果错觉。同印度悉卡罗式塔有相似之处。普朗塔基各方通常设装饰华丽的龕楣和门楣。十字形平面，有多个矩形角，每处阶梯的顶部都有檐饰，大多是多头纳迦、迦楼罗或神灵形象。

## 历史

### 高棉

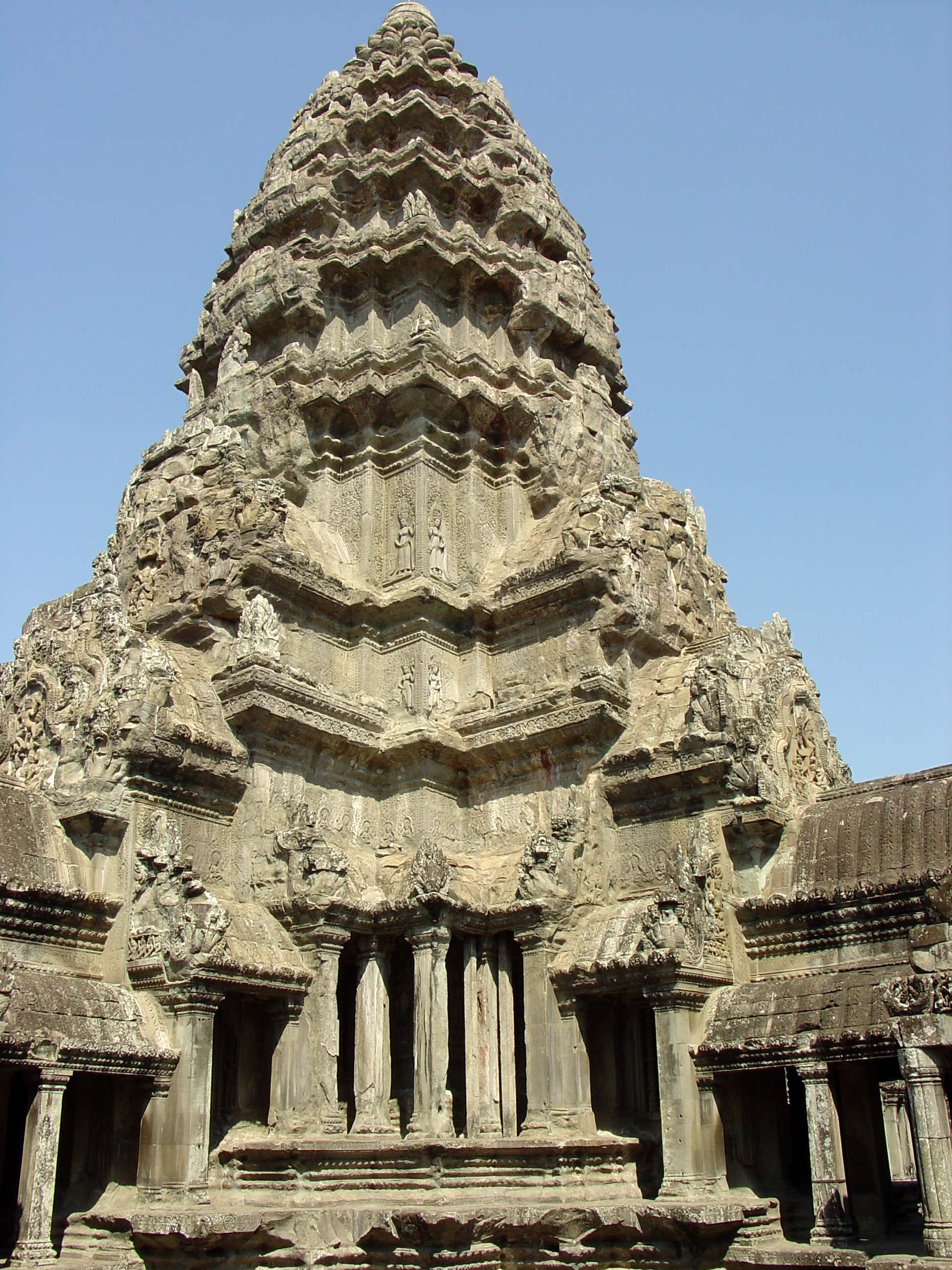
仰视吴哥窟的普朗塔。普朗塔是婆罗门教宇宙观的中心须弥山的象征

高棉式的普朗塔透视感强，早期为方锥形，此后的轮廓风格逐渐圆润饱满。每层正中装饰微缩假门或山墙，转角处有三角形装饰。普朗塔内部的胎室空间都较狭小，主要有两个原因：
1. 祭祀规模小。高棉都城的庙宇专属于君主。
2. 建筑技术难以构造开阔空间。

入塔通路狭窄，通常为朝东的小道，称曼达帕，或是柱廊。
普朗塔被视为婆罗门教宇宙观的中心须弥山的象征。塔顶为莲花花蕾形。

### 泰国

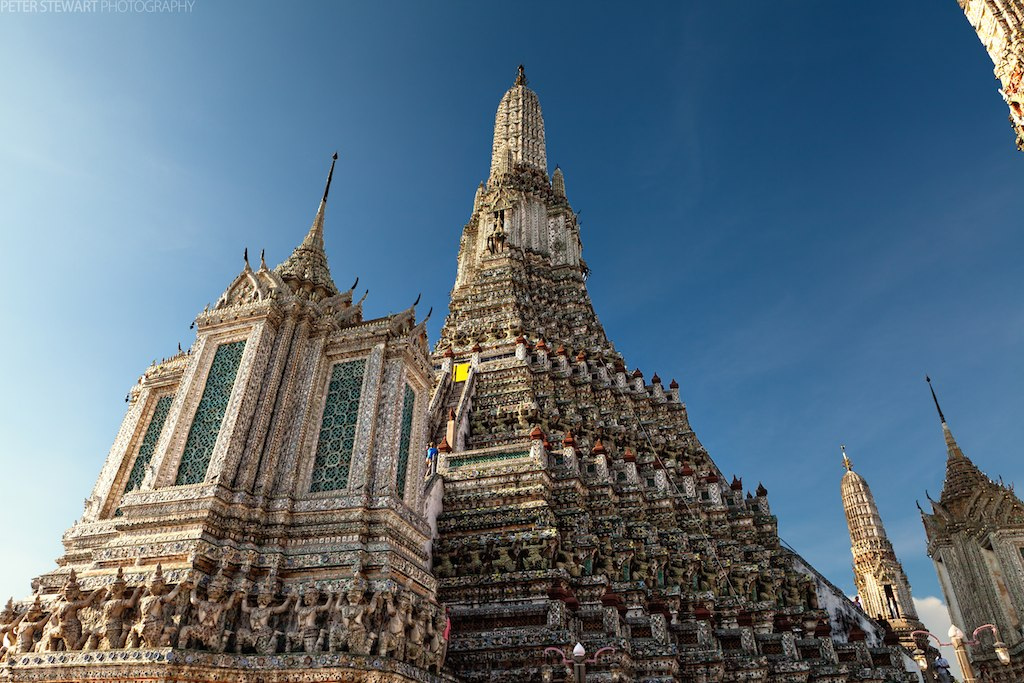
黎明寺普朗塔

10世纪早期至12世纪晚期，高棉普朗塔的形式传入暹罗。暹罗早期的普朗塔有那空叻差是瑪府的披迈、武里南府的帕侬蓝和华富里府的三峰塔。随着高棉式微，普朗塔在素可泰王国流行，其风格和形式有所变化发展。如不再用小砂岩块作原料，改用砖块或红土，粉刷灰泥。入塔通路改为高高的阶梯。彭世洛的帕西拉达那玛哈泰寺是这一风格的典例。
以素可泰风格为基础，暹罗工匠亦不断改进形式，如原本的塔基门洞改为佛龛，分置四方；塔顶装饰改为因陀罗的三叉戟。暹罗晚近风格的普朗塔则越发平滑修长，每层正中设平面壁龛，两侧和折角以花瓣形象装饰。典例即曼谷的地标黎明寺普朗塔。玉佛寺内有六座普朗塔，排成一排。卧佛寺戒堂的四角各有一座普朗塔。
在泰国，普朗塔作为源自于高棉婆罗门教庙宇的元素，实际上体现了婆罗门教的神权王权合一的观念。普朗的屋顶形制也普遍运用于曼谷王朝最高等级的宫殿屋顶上方，如玉佛寺，象征王权的神圣。